# Łukasz Skorupski
Łukasz Skorupski (* 5. Mai 1991 in Zabrze) ist ein polnischer Fußballtorhüter, der seit 2018 beim italienischen Club FC Bologna spielt.

## Karriere

### Verein
Skorupski wurde im oberschlesischen Zabrze geboren und begann mit dem Fußballspielen bei Pogón Zabrze; von dort wechselte er in die Jugend von Górnik Zabrze. 2008 wurde er in den Profikader von Górnik berufen, war jedoch lange Zeit nur Reservist. So wurde er 2011 an den Zweitligisten Ruch Radzionków verliehen. In der zweiten polnischen Liga absolvierte er 14 Ligaspiele. Zur Saison 2011/12 kehrte er zu Górnik Zabrze zurück und erkämpfte sich den Stammplatz im Tor. Diesen gab er auch in der Saison 2012/13 nicht mehr her. Im Jahre 2013 wurde er vom AS Rom verpflichtet. Allerdings kam er in der Saison 2013/14 als dritter Torwart hinter Morgan de Sanctis und Bogdan Lobonț auf lediglich zwei Ligaspiele. In der folgenden Spielzeit absolvierte er sein Europapokaldebüt, als er am 30. September 2014 beim 1:1 in der Gruppenphase der UEFA Champions League gegen Manchester City in der Anfangself stand und auch durchspielte. Am 5. November 2014 war Skorupski auch im vierten Gruppenspiel gegen den FC Bayern München Teil der ersten Elf.

### Nationalmannschaft
Nachdem Łukasz Skorupski schon Torhüter der polnischen U-20 und polnischen U-21 war, wurde er im Dezember 2012 zum ersten Mal für die polnische Fußballnationalmannschaft nominiert. Am 16. Dezember 2012 kam er zu seinem Länderspieldebüt im Freundschaftsspiel gegen Mazedonien (4:1).
Zur Fußball-Europameisterschaft 2021 wurde er in den polnischen Kader berufen, kam aber mit diesem nicht über die Gruppenphase hinaus.

## Erfolge
FC Bologna
- Italienischer Pokalsieger: 2024/25